# Padna
Padna este o localitate din comuna Piran, Slovenia, cu o populație de 156 de locuitori.